# Sous le ciel de cuivre et d'eau
Albums de Gilles Servat
Comme je voudrai !
(2000) Je vous emporte dans mon cœur (35 ans - 35 titres)
(2006)
 Sous le ciel de cuivre et d’eau est le dix-huitième album studio de Gilles Servat, paru en 2005 chez Coop Breizh.

## Description des chansons
Bugeleaj Nevez et Kenavo d'An Naoned sont interprétées en duo avec Nolwenn Korbell.
Bugeleaj Nevez est dédiée « à tous les élèves de toutes les classes bilingues, de la maternelle au lycée, en Bretagne comme ailleurs ».
Gilles Servat a écrit Bleuenn pour sa fille alors qu’elle avait sept ans.
Le texte de Kenavo d'An Naoned a été écrit à la demande de Shaw Davey pour être intégré à son spectacle The Pilgrin dans lequel Gilles Servat tenait le rôle du récitant lors de représentations au Festival interceltique de Lorient.
Phare De l'Île Vierge a été écrit pour le centenaire du phare de l'Île Vierge située à l’embouchure de l’Aber-Wrac'h.
Le Général Des Binious est le surnom de Polig Monjarret.
Sur la montagne de Brasparts prolonge le thème du traditionnel Marig ar Pollanton et évoque le Gorsedd des druides de Bretagne dont il a fait partie ainsi que l'univers légendaire du Mont Saint-Michel de Brasparts, une montagne qu'il aime beaucoup.

## Titres de l'album
1. Sous le ciel de cuivre et d'eau'[2] (Gilles Servat / Eoghan O'Neill) - 5:06
2. Bugeleaj nevez (Gilles Servat) - 3:55
3. Si tu t'en vas (Gilles Servat) - 4:00
4. Dansez la gavotenn (Gilles Servat) - 3:10
5. Marig ha Pollanton (Traditionnel)  - 6:00
6. Bleuenn (Traditionnel / Gilles Servat) - 3:29
7. L'Amour que tu donnes (Gilles Servat) - 4:19
8. Kenavo d'an Naoned (Gilles Servat / Shaw Davey)  - 3:16
9. Rianxeira (Traditionnel) - 3:16
10. Sur la montagne de Brasparzh (Gilles Servat)   - 4:46
11. Phare de l’Île Vierge (Gilles Servat / Jean-Luc Roudaut) - 4:11
12. Le Général des binious (Gilles Servat) - 5:24

## Musiciens
- Philippe Bizais, piano, chœurs
- Patrick Boileau, batterie

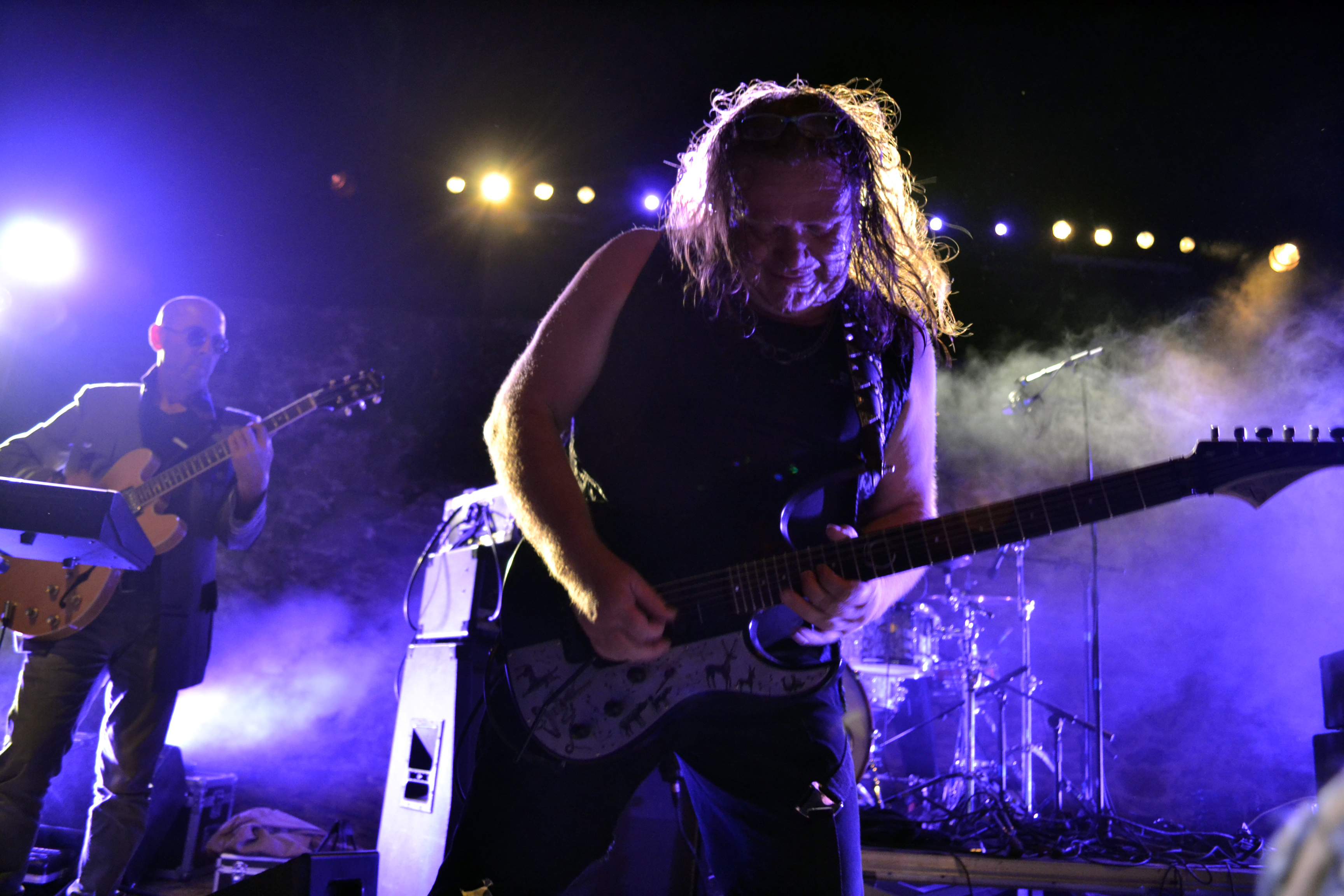
Pat O'May

- Dominique Molard, percussions, chœurs
- Yannig Noguet, accordéon diatonique, chœurs
- Nicolas Quémener, guitare acoustique, flûte, chœurs
- Hilaire Rama, basse, chœurs
- J.-C. Normant, claviers
- Pat O’May, guitares électriques, bouzouki
- Pol et Hervé Quefféléant, harpes celtiques
- Olivier Pryszlack, guitare
- Jean-Louis Le Vallégant, saxophone
- Bagad Roñsed-Mor de Locoal-Mendon, direction musicale : André Le Meut
- Classes de CM1 et CM2 de l’école Diwan de Kerfeunteun Kemper, chœurs

## Enregistrement
Enregistré à l’espace Glenmor à Carhaix et au Studio A Cappella.